# Mustafa II
Mustafa II, född 6 februari 1664, död 28 december 1703, var sultan av Osmanska riket från 1695 till 1703. Han var son till sultan Mehmed IV (1648–87) och Emetullah Rabia Gülnûş Sultan; han efterträdde Ahmed II som sultan 1695.

## Biografi
Eugen av Savojen tillintetgjorde i september 1697 Mustafas här i Senta vid floden Tisza. Då även Rysslands tsar Peter den store år 1695 återupptagit kriget mot Osmanska riket och år 1696 erövrat Azov, valde sultanen att anta Englands och Nederländernas medlingsanbud. Den 26 januari 1699 undertecknades freden i Karlowitz, i vilken Osmanska riket tvingades avträda Transsylvanien, nästan hela Ungern, större delen av Slavonien och Kroatien till den tyske kejsaren. Till Polen fick man avträda Kamieniec och alla sina erövringar i Podolien och Ukraina. Till Venedig avträddes Peloponnesos och några platser i Dalmatien.
Vid slutet av hans regeringstid sökte Mustafa II att återställa sultanatets makt, som fått en alltmer symbolisk funktion sedan mitten av 1600-talet då Mehmed IV överskrivit alla exekutiva befogenheter på storvesiren. Mustafa II:s strategi var att skapa en alternativ maktbas genom att låta timarerna, de osmanska förläningarna, gå i arv, i stället för som tidigare, förlänas individuellt till varje ny timariot då denne utmärkt sig i strid, vilket skulle göra dessa lojala till honom; timarioterna var dock vid denna tid en så gott som obsolet del av den osmanska krigsmaskinen, och hade inte givits någon betydande militär makt. Planen misslyckades, och Mustafa II tvingades efter den så kallade "Edirnehändelsen" 1703 abdikera till förmån för brodern Ahmed III (regerade 1703–1730).